# Novo Hamburgo Airport
Novo Hamburgo Airport är en flygplats i Brasilien.   Den ligger i kommunen Novo Hamburgo och delstaten Rio Grande do Sul, i den södra delen av landet, 1 600 km söder om huvudstaden Brasília. Novo Hamburgo Airport ligger 16 meter över havet.
Terrängen runt Novo Hamburgo Airport är platt åt sydost, men åt nordväst är den kuperad. Runt Novo Hamburgo Airport är det mycket tätbefolkat, med 1 177 invånare per kvadratkilometer.. Närmaste större samhälle är Novo Hamburgo, 5,1 km väster om Novo Hamburgo Airport.
I omgivningarna runt Novo Hamburgo Airport växer i huvudsak städsegrön lövskog.